# Železniška proga Činghaj–Tibet
Železniška proga Činghaj–Tibet ali železnica Čingzang  (standardnotibetansko མཚོ་བོད་ལྕགས་ལམ།, mtsho bod lcags lam; poenostavljeno kitajsko: 青藏铁路; tradicionalno kitajsko: 青藏鐵路; pinjin: Qīngzàng Tiělù), je visokogorska železnica ki povezuje Šining, provinca Činghaj, z Laso, avtonomna pokrajina Tibet na Kitajskem.
Dolžina železniške proge je 1956 km. Gradnja 815 km odseka med Šiningom in Golmudom je bila dokončana do leta 1984, nadaljnjih 1142 km med Golmudom in Laso pa so odprli 1. julija 2006. Slovesno jo je odprl generalni sekretar kitajske komunistične partije Hu Džintao: prva dva potniška vlaka sta bila Qing 1 (Q1) od Golmuda do Lase in Zang 2 (J2) od Lase do Pekinga. Ta železnica je prva, ki povezuje Avtonomno regijo Tibet z drugimi provincami. Tibet je zaradi svoje nadmorske višine in terena zadnja regija na ravni province na Kitajskem, ki je dobila železniško progo. Testiranje linije in opreme se je začelo 1. maja 2006. Potniški vlaki vozijo iz Pekinga, Čengduja, Čongčinga, Guangdžouja, Šanghaja, Šininga in Landžouja in lahko prevažajo med 800 in 1000 potnikov v glavni sezoni.
Proga vključuje prelaz Tanggula, ki je s 5072 m nadmorske višine najvišja točka na svetu na železnici. Železniška postaja Tanggula na 5068 m 33°00′18.50″N 91°38′57.70″E / 33.0051389°N 91.6493611°E je najvišja železniška postaja na svetu. 1338 m dolg predor Fenghuoshan je najvišji železniški predor na svetu na 4905 m nadmorske višine. 4010 m dolg predor New Guandžiao je najdaljši predor med Šiningom in Golmudom, 3345 m dolg predor Jangbadžing pa je najdaljši predor med Golmudom in Laso. Več kot 960 km, več kot 80 % odseka Golmud–Lasa, je na nadmorski višini več kot 4000 m. Obstaja 675 mostov v skupni dolžini 159,88 km ; približno 550 km proge je položenih na permafrost.
Znotraj odseka proge od Golmuda do Lase je 45 postaj, od katerih je 38 brez osebja in jih nadzoruje nadzorni center v Šiningu. Predvidenih je še trinajst postaj.
Proga bo elektrificirana.

## Vlaki in vozovnice
Vlaki so izdelani posebej za visokogorsko okolje. Dizelske lokomotive za tovor sta izdelala CSR Qishuyan (Serija DF8B-9000) in CNR Erqi Locomotive (Serija DF7G-8000), lokomotive za potniški promet pa je izdelal GE v Pensilvaniji (NJ2), potniški vagoni so vagoni 25T kitajske izdelave: na vlaku Z21/Z22, med Pekingom Zahod in Laso, je Bombardier Sifang Transportation (BSP) izdelal vagone na odseku Golmud-Lhasa v temno zeleni/rumeni ali temno rdeči/rumeni. Napisi v vagonih so v tibetanščini, kitajščini in angleščini. Delovna hitrost je 120 km/h in 100 km/h na odsekih, položenih na permafrostu.
Železnica od Golmuda do Lase je bila dokončana 12. oktobra 2005 in je bila odprta za redni poskusni promet 1. julija 2006.
Lokomotive so opremljene s turbinskim polnilnikom za boj proti učinku zmanjševanja moči, ko morajo zaradi ekstremne nadmorske višine teči na približno polovici atmosfere zraka.
Na začetku so vozili le trije vlaki: Peking–Lasa (vsak dan), Čengdu/Čongčing–Lasa (vsak drugi dan) in Landžou/Šining–Lasa. Storitve Šanghaj/Guangdžou–Lasa so bile dodane oktobra 2006. Julija 2010 je storitev Šanghaj–Lasa postala dnevna in dodana je bila dnevna storitev med Šiningom in Laso, vendar je bila storitev nato prekinjena za zimsko sezono.
Od oktobra 2006 pet parov potniških vlakov vozi med Golmudom in Laso ter še en par med Šiningom in Golmudom. Proga ima kapaciteto osem parov potniških vlakov.

### Oskrba s kisikom in zdravstvene težave
Potniški vagoni, ki se uporabljajo na vlakih v Lasi, so posebej zgrajeni in imajo dovod kisika za vsakega potnika. Vsak potniški vlak ima zdravnika.
Za vožnjo z vlakom med Golmudom in Laso je potrebna zdravstvena registracijska kartica potnika. Kartico lahko dobite ob nakupu vstopnice. Potniki morajo za potovanje z vlakom prebrati zdravstveno obvestilo in podpisati pogodbo na kartici. 28. avgusta 2006 so poročali, da je bil 75-letni moški iz Hongkonga prvi potnik, ki je umrl na vlaku, potem ko je imel težave s srcem v Lasi, a je vztrajal pri potovanju v Šining.

## Gradnja
Glavno mesto province Činghai, Šining, je postalo povezano s preostalo državo z železnico leta 1959, ko je bila dokončana železnica Lanqing iz Landžoua.
815 km odseka bodoče železnice Čingzang od Šininga do Golmuda v Činghaiju so odprli za promet leta 1984. Toda preostalih 1142 km odseka od Golmuda do Lase ni bilo mogoče zgraditi, dokler ni prišlo do rešitev tehničnih težav pri gradnji železniških tirov na permafrostu. Ta odsek se je uradno začel graditi 29. junija 2001, končal 12. oktobra 2005, signalizacija in testiranje proge pa sta trajala nadaljnjih osem mesecev. Dokončali so ga v petih letih in je stal 3,68 milijarde dolarjev.
Polaganje tirov v Tibetu se je začelo iz obeh smeri, proti gori Tanggula in Lasi, z železniške postaje Amdo 22. junija 2004. 24. avgusta 2005 je bila proga položena na najvišji točki železnice, prelazu Tanggula, 5072 m nad morsko gladino.
Obstaja 44 postaj, med njimi železniška postaja gora Tanggula na 5068 m kot najvišji na svetu. Perujska železniška postaja Ticlio s 4829 m je najvišja v Ameriki (postaja Cóndor; s 4786 m na progi Rio Mulatos-Potosí v Boliviji in postaja La Galera s 4777 m v Peruju sta naslednji najvišji). Projekt železnice Čingzang je vključeval več kot 20.000 delavcev in več kot 6000 kosov industrijske opreme in je eden največjih kitajskih dosežkov 21. stoletja.
Bombardier Transportation je izdelal 361 potniških vagonov za visoke nadmorske višine s posebnimi obogatenimi kisikovimi in UV-zaščitnimi sistemi, dostavljenih med decembrom 2005 in majem 2006. Triinpetdeset je luksuznih spalnih vagonov za turistične storitve.
Gradnja železnice je bila del strategije zahodnega razvoja Kitajske, poskusa razvoja zahodnih provinc Kitajske, ki so precej manj razvite od vzhodne Kitajske. Železnica bo razširjena do Zhangmuja preko Šigatseja (日喀则) na zahodu in Dalija prek Njingčija (林芝) na vzhodu. Načrtuje se nadaljnja razširitev, ki bo povezala Šigatse z Jadongom blizu meje med Kitajsko in Indijo (Zemljevid). Vlada meni železnico za enega največjih podvigov v moderni kitajski zgodovini, zato je pogosto omenjena v rednih televizijskih programih. Kitajsko-tibetanski ljudski pevec Han Hong ima pesem Tianlu ('Cesta v nebesa'; 天路), ki hvali železnico Čingzang.

### Dokončane razširitve
17. avgusta 2008 je tiskovni predstavnik železnice potrdil načrte za dodajanje še šestih železniških prog, ki se povezujejo z železnico Činghai–Tibet, vključno od Lase do Njingčija in od Lase do Šigatseja, obe v avtonomni regiji Tibet. Tri proge bodo izhajale iz Golmuda v provinci Činghai in vodile do Čengduja v provinci Sečuan, Dunhuanga v provinci Gansu in Korle v Avtonomni pokrajini Šindžjang-Ujgur. Šesta bo povezovala Šining, glavno mesto Činghai, z Džangjejem v Gansuju. Šest linij naj bi začelo obratovati pred letom 2020. Construction work of the Lhasa–Shigatse extension began on 26 September 2010; Gradbena dela odseka Lasa–Šigatse so se začela 26. septembra 2010; odprli so ga avgusta 2014.
Gradnja železnice Dunhuang–Golmud se je začela decembra 2012 in končala 18. decembra 2019. Ta nova železnica razširi obstoječo postajo Jinmašia na železnici Činghai–Tibet za 506 km do Dunhuanga, Gansu, in vzpostavi neposredno povezavo med Šindžjangom in Tibetom.

### Povečanje zmogljivosti in elektrifikacija
Glede na to, da se pričakuje, da bo železnica Sečuan-Tibet dokončana razmeroma pozno z manjšo zmogljivostjo, se pričakuje, da bo železnica Činghai-Tibet dodala tovorno zmogljivost za izpolnitev povpraševanja po prevozu materiala. 13 postaj vzdolž železnice Činghai–Tibet je prejelo razširitve stranskih tirov ali prehodnih zank ali pa so bile te zgrajene iz nič. V teku je tudi študija izvedljivosti elektrifikacije.

### Povezava z Nepalom
Na srečanju med kitajskimi in nepalskimi uradniki 25. aprila 2008 je kitajska delegacija napovedala, da namerava podaljšati železnico Čingzang do Džangmuja (nepalsko Khasa) na nepalski meji. Nepal je zahteval razširitev železnice, da bi omogočili trgovino in turizem med državama. Odsek Lasa–Šigatse je bil odprt avgusta 2014. Junija 2018 sta Kitajska in Nepal podpisala vrsto sporazumov, vključno z gradnjo železnice Šigatse–Katmandu med obiskom nepalskega premierja Olija na Kitajskem. Gradnja naj bi bila končana do leta 2024.

## Inženirski izzivi
Za takšno železnico je veliko tehničnih težav. Približno polovica drugega odseka je bila zgrajena na komaj obstojnem permafrostu. Poleti se zgornja plast odmrzne in tla postanejo blatna. Toplota vlakov, ki vozijo zgoraj, lahko stopi permafrost že z majhno spremembo temperature. Glavni inženirski izziv, poleg pomanjkanja kisika, je šibkost permafrosta. Za območja permafrosta, ki niso zelo krhka, zadostuje nasip iz velikih skal. Medtem pa mora biti na najbolj ranljivih območjih tirna postelja dvignjena kot most. Inženirji so to težavo rešili na območjih najšibkejšega permafrosta z izgradnjo dvignjenih tirov s piloti, zabitimi globoko v zemljo. Podobno kot pri transaljaškem cevovodnem sistemu so tudi deli tira pasivno hlajeni s toplotnimi izmenjevalniki na osnovi amoniaka.
Zaradi podnebnih sprememb se lahko domneva, da se bodo temperature na tibetanski planoti zvišale za dve do tri stopinje Celzija. Ta sprememba zadostuje za topljenje permafrosta in s tem vpliva na celovitost celotnega sistema. Posledice podnebnih sprememb še niso vidne.
Zrak v Tibetu je precej redkejši, saj je parcialni tlak kisika 35 do 40 % nižji od tistega na morski gladini. Uporabljajo se posebni potniški vagoni, ob železnici je bilo zgrajenih več tovarn kisika. Vsak sedež v vlaku je opremljen z odprtino za dovod kisika za morebitne nujne primere. Kitajska vlada je trdila, da noben gradbeni delavec med gradnjo ni umrl zaradi bolezni, povezanih z višinsko boleznijo. Železnica poteka mimo gorovja Kunlun, potresnega območja. Leta 2001 je Kunlun prizadel potres z močjo 7,8 Mw (vendar ni povzročil smrtnih žrtev). Ob železnici je nameščenih na desetine potresnih monitorjev.

## Vpliv

### Gospodarski
Z omejeno industrijsko zmogljivostjo v Tibetu je tibetansko gospodarstvo močno odvisno od industrijskih izdelkov iz bolj razvitih delov Kitajske. Prevoz blaga v Tibet in iz njega je večinoma potekal po cesti Čingzang, ki povezuje Tibet s sosednjo provinco Činghai in je bila zgrajena v zgodnjih 1950-ih. Dolžina in teren sta omejila zmogljivost ceste, saj se vsako leto prepelje manj kot milijon ton blaga. Z izgradnjo železnice bi se morali stroški prevoza potnikov in blaga močno znižati, kar bi omogočilo povečanje obsega – stroški na tonski kilometer se bodo znižali z 0,38 RMB na 0,12 RMB. Predvideno je, da bo do leta 2010 v Tibet in iz njega prepeljanih 2,8 milijona ton, od tega več kot 75 % po železnici. Pred železnico je bila kupna moč 100 RMB v Lasi le sorazmerna s 54 RMB v obalnih regijah Kitajske, predvsem zaradi visokih transportnih stroškov. Železnica bi lahko dvignila življenjski standard ob tej poti.

### Socialni
Proti gradnji železnice so protestirali okoljevarstveniki in tibetanski aktivisti za neodvisnost. Tibetanska vlada v izgnanstvu verjame, da bosta proga in nadaljnja širitev železniškega omrežja prispevala k nadaljnjemu pritoku Kitajcev, denacionalizaciji Tibetancev in izčrpavanju naravnih virov v regiji.
Po poročanju kitajske državne tiskovne agencije Xinhua News je železnica spodbujala dedovanje tibetanske kulture in vere, saj je odprtje železnice povečalo število vernikov iz vse države, ki prihajajo v Laso. Tibetancem daje tudi prednost z dostopnostjo do preostalega dela Kitajske za terciarno izobraževanje, zaposlitev in trg za lokalno industrijo. Qiangba Puncog, nekdanji predsednik ljudske vlade avtonomne pokrajine Tibet, je cenil železnico za uvedbo več turistične industrije v regijo z delovnimi mesti za lokalno prebivalstvo.

### Okoljski
Vpliv nove železnice na okolje je stalna skrb. Povečanje potniškega prometa bo povzročilo večjo turistično in gospodarsko dejavnost na Tibetanski planoti, gradnja železnice pa lahko negativno vpliva tudi na lokalno okolje. Na primer motnje v izmenjavi toplote zemlje, vegetacije in površinske vode, ki lahko povzročijo erozijo zaradi zmrzovanja in odmrzovanja ter taljenje ledu, če z njimi ne ravnamo pravilno.
Da bi zmanjšali motnje, se smeti in iztrebki na vlakih zbirajo v dva zaprta zabojnika v vsakem vagonu, namesto da bi jih odlagali na tire, in jih odvažajo na velikih postajah. Obstajajo tudi pomisleki Kitajske meteorološke uprave, da bi lahko taljenje permafrosta v Tibetu, na katerem je del železnice, zaradi globalnega segrevanja ogrozilo železnico v 21. stoletju.
Učinki te železnice na divje živali, kot so tibetanske antilope in rastline, trenutno niso znani. 33 železniških mostov za prečkanje divjih živali je bilo zgrajenih posebej za omogočanje nadaljnje selitve živali.

### Vojaški
Komentatorji so opozorili na potencialni vojaški vpliv te železnice, ki Ljudski osvobodilni vojski omogoča hitrejšo mobilizacijo enot na določenih mejnih območjih v sporu z Indijo.

## Tirna vozila
- 361 Bombardier Sifang Power (Qingdao) Transportation Ltd./Power Corporation of Canada/China South Locomotive and Rolling Stock Industry (Group) Corporation High-Grade Coach – 308 standardnih avtomobilov in 53 posebnih turističnih vagonov
- Lokomotiva GE Transportation NJ2 (zgrajenih je bilo 78 lokomotiv GE z oznako C38AChe)
- CSR Qishuyan & CSR Ziyang Serija lokomotiv DF8B-9000 in lokomotiva DF8BJ – podobna dizelski električni lokomotivi Bombardier Transportation-GE Transportation Blue Tiger; proizvodnjo serije DF8B-9000 je prekinil nekdanji kitajski skorumpirani uradnik Liu Zhijun v korist lokomotiv GE in EMD
- Lokomotiva serije CNR Erqi DF7G-8000
- Lokomotiva CRRC Dalian HXN3

## Pokrajina ob železnici
Od odprtja železnice je pokrajina, gledana z železnice, postala mednarodno znana:
| Šining do Golmuda: - Jezero Činghaj Golmud do Lase: - prelaz Kunlun, vzhodni del gorovja Kunlun (gora Hoh Šil do gorovja Bajan Har), vrh Judžu in njegov ledenik - Predor Fenghuošan - Hoh Šil (Kekešili travniki) | - most Ulan Moron čez reko Tuotuo - Postaja Tangula, gorovje Tangula - Amdo travniki - Jezero Tsonag - Nagču travniki - gorovje Njenčen Tanglha - Damšung travniki - most čez reko Lasa |

## Galerija
- Železniška postaja Šining
- Jezero Činghaj
- Most čez reko Tongtian
- Železniška postaja Golmud
- Železniška postaja Tangula
- Gorovje Tangula
- Most na obzorju permafrosta
- Jezero Tsonag
- Gorovje Njenčen Tanglha
- Železniška postaja Lhasa